# August Aleksander Czartoryski

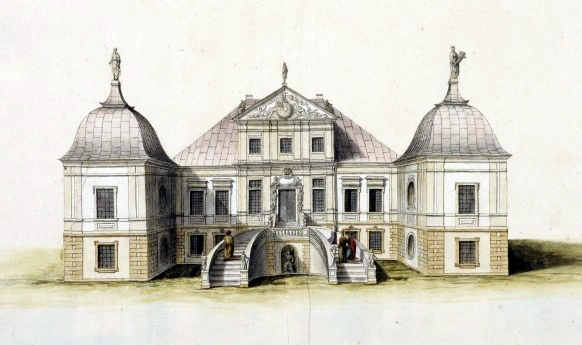
Pałac w Puławach około 1735 r. po odbudowie według projektu Johanna Deybla

August Aleksander Czartoryski, właśc. Aleksander August Czartoryski (ur. 9 listopada 1697 w Warszawie, zm. 4 kwietnia 1782) – starosta generalny ziem podolskich w latach 1750–1758, generał lejtnant wojsk koronnych w 1738 roku, generał major wojsk koronnych w 1729 roku, wojewoda ruski w 1731 roku, pułkownik-komendant Regimentu Gwardii Pieszej Koronnej w latach 1729–1782, regimentarz generalny armii koronnej w 1764 roku, starosta kościerzyński, kałuski, lucyński i latowicki w 1736 roku, starosta lubocheński, starosta grodowy warszawski w latach 1742–1750.
Twórca rodowej potęgi Familii Czartoryskich, współtwórca jej polityki.

## Życiorys
Syn Kazimierza Czartoryskiego i Izabeli z Morsztynów. Młodszy brat Michała Fryderyka i ojciec kandydata do tronu – Adama Kazimierza Czartoryskiego.
Odebrał staranne wykształcenie (doskonale władał językiem francuskim), w 1713 został wysłany ze starszym bratem do Niemiec, Francji i Włoch, osiadł na koniec na Malcie w zakonie joannitów. Wkrótce potem przeszedł na służbę we flocie austriackiej, służąc w której odbył kampanię przeciw Turkom.
Przez pewien czas wahał się nad austriackim poddaństwem, jednak doszedłszy tam do rangi pułkownika zdecydował się – częściowo za namową siostry – w 1720 wrócić do Polski z zamiarem odegrania tu znaczącej roli wobec popadającej w anarchię polityki państwowej i znajdującej się w stanie rozkładu armii. Przez pierwsze lata po powrocie zabiegał – za zmiennym szczęściem – o wpływy i majątek, m.in. sądząc się przed królewskim trybunałem z Pawłem Karolem Sanguszką o spadek po J.K. Lubomirskim – ordynację ostrogską; sprawę tę przegrał. 1 czerwca 1729 otrzymał od szwagra (w drodze cesji) Regiment Gwardii Pieszej Koronnej i szarżę jej pułkownika, a wkrótce generała majora.
Uczestniczył w kampamentach (czyli ćwiczeniach pokazowych wojsk saskich i polskich) króla Augusta II Mocnego pod Mühlbergiem w czerwcu 1730 (i w następnych pod Wilanowem, Mokotowem i Marymontem w 1732). Posłował też raz z Inflant na sejm grodzieński w 1735. Jego doradcą był Tomasz Dłuski – późniejszy podkomorzy lubelski.
Jego kilkuletnie starania o rękę wdowy po Stanisławie Dönhoffie, Zofii z domu Sieniawskiej, jedynej dziedziczce majątku Sieniawskich (i po Dönhoffie) zakończyły się 11 lub 17 lipca 1731 sukcesem, kiedy zgodziła się go poślubić. August Aleksander Czartoryski stał się właścicielem ogromnej fortuny stanowiącej ekonomiczną podstawę działalności politycznej, Dönhoffowa bowiem wniosła Czartoryskiemu m.in. Sieniawę, Puławy, Międzyrzec Podlaski, Wilanów i Stołpce. Małżeństwo to przyczyniło się m.in. do rozwoju Końskowoli, którą Zofia także wniosła do małżeństwa, a w której Czartoryski urządził jedną ze swych rezydencji. Chcąc zapewnić rozwój okolicy sprowadził tu 300 tkaczy z Saksonii, którzy zapoczątkowali rozwój włókiennictwa w mieście, gałęzi przemysłu, która do I wojny światowej była ekonomiczną dźwignią rozwoju miasta.
11 listopada 1731 został wojewodą ruskim. W okresie bezkrólewia w 1733 przypisywano mu aspiracje do tronu, czego się jednak konsekwentnie wypierał i wraz z Potockimi wspierał kandydaturę Stanisława Leszczyńskiego. Był członkiem konfederacji generalnej zawiązanej 27 kwietnia 1733 roku na sejmie konwokacyjnym. 29 czerwca 1734 poddał się Augustowi III Sasowi, co ten wynagrodził mu orderem. Ze swoich aspiracji wojskowych zrezygnował w chwili, kiedy Józef Potocki otrzymał „wielką” buławę hetmańską. W 1735 roku podpisał uchwałę Rady Generalnej konfederacji warszawskiej.
Przystąpił do budowy ekonomicznej potęgi swego rodu, likwidując zadłużenie tych majątków, które przynosiły straty i zwielokrotniając zyski tych, które były dochodowe. Do dóbr Augusta i Zofii Czartoryskich należały m.in.: na Rusi Czerwonej Bukaczowce, Brzeżany, Jarosław, Oleszyce, Sieniawa, Wysock; w Małopolsce – Krzeszowice, na Lubelszczyźnie – Międzyrzec Podlaski i Puławy, na Podolu – Granów, Międzybuż, Mikołajów, Stara Sieniawa i Zinkowice, na Wołyniu – Klewań i Żuków, na Litwie – Stołpce, Szkłów i Wołożyn. Czartoryski dysponował też kilkoma starostwami, m.in. od 1742 grodzkim warszawskim, które w 1750 odstąpił Alojzemu Fryderykowi Brühlowi, za co 20 sierpnia 1750 otrzymał starostwo generalne ziem podolskich, które przekazał osiem lat później swemu synowi Adamowi.
Przez kolejne lata pilnował pozycji Familii dbając przy tym o przygotowanie syna Adama do przyszłej roli króla. Wysłał go w 1757 na nauki do Anglii, ożenił w 1761 z posażną Izabelą Flemming, a swą córkę Elżbietę oddał w 1763 Stanisławowi Lubomirskiemu. W sprawach wagi państwowej zabiegał o korzystne stosunki z Francją, którą próbował rozgrywać przeciw Prusom na korzyść Polski. W latach 1762–1763 Petersburg zdawał się również popierać zabiegi Augusta o rychłą koronację syna. Stanisław Konarski głosił za aprobatą Familii plany reformy ustroju państwa, a w Końskowoli szkoliły się oddziały milicji na żołdzie rosyjskim, gotowe działać na rozkaz Czartoryskich.
Mimo jednak tych wszystkich przygotowań, mimo przekupienia posła rosyjskiego Hermana Karla von Keyserlinga, August Czartoryski nie zdołał przekonać w okresie bezkrólewia 1763–1764 swego syna do kandydowania do tronu. Cały misternie skonstruowany przez niego plan zawalił się, a zainwestowana fortuna wyniosła na tron królewski nielubianego przezeń siostrzeńca – Stanisława Poniatowskiego. 20 kwietnia 1764 roku podpisał list dziękczynny do Katarzyny II za wprowadzenie wojsk rosyjskich. Marszałek sądów kapturowych ziemi warszawskiej w 1764 roku. W 1764 roku był elektorem Stanisława Augusta Poniatowskiego z województwa ruskiego. Jako stronnik Rosji, August Czartoryski pobierał wówczas stałą pensję z ambasady rosyjskiej w wysokości 54 000 zł miesięcznie. Komisarz z Senatu Komisji Wojskowej Koronnej. W 1764 roku na sejmie koronacyjnym wyznaczony do komisji do compositio inter status.
I rozbiór Polski w 1772 spowodował, że majątki Czartoryskich trafiły pod berła wszystkich trzech zaborców; Szkłów, przynoszący 300 tysięcy złotych dochodu rocznie został skonfiskowany za to, że August nie złożył w przepisanym terminie hołdu Katarzynie II. Dopiero potem upoważnił syna, aby zrobił to w jego imieniu.
Ostatnią próbą wywarcia wpływu na politykę przez Augusta Czartoryskiego była propozycja ofiarowania korony polskiej arcyksięciu austriackiemu Maksymilianowi latem 1774, ponowiona w 1776. Mając z czasów młodzieńczych korzystne nastawienie do Austrii usiłował ratować sprawę polską przy pomocy władcy zajmującego tron wiedeński.
Spadek polityczny Familii August pozostawił Stanisławowi Lubomirskiemu i Ignacemu Potockiemu, natomiast majątek, szacowany na ponad sto milionów złotych – swym dzieciom: księciu Adamowi 60, a księżnej Izabeli – 45 milionów złotych.
Pochowany w kościele św. Krzyża w Warszawie.

## Odznaczenia
Był od 1716 Kawalerem Maltańskim, od 23 lipca 1731 kawalerem polskiego Orderu Orła Białego, od 1734 bawarskiego Orderu św. Huberta, od 1736 saskiego Orderu św. Henryka, od 1747 rosyjskiego Orderu św. Andrzeja, od 1765 polskiego Orderu św. Stanisława.